# Juan Esteban Arango
Juan Esteban Arango Carvajal (* 9. Oktober 1986 in Medellín) ist ein kolumbianischer Bahn- und Straßenradrennfahrer.

## Sportliche Laufbahn
2008 machte Juan Esteban Arango erstmals international auf sich aufmerksam, als er beim Lauf des Bahnrad-Weltcups in Cali in der Mannschaftsverfolgung Platz drei belegte, gemeinsam mit Edwin Ávila, Arles Castro und Alexander González, mit Carlos Urán errang er Silber im Zweier-Mannschaftsfahren. Im Jahr darauf entschied der kolumbianische Bahn-Vierer mit Arango, Castro, Edwin Ávila und Weimar Roldán den Lauf des Weltcups in Cali für sich. 2010 wurde er Vize-Weltmeister im Scratch. 2010 und 2014 gewann er die Einerverfolgung bei den Zentralamerika- und Karibikspielen.
In den kommenden Jahren konnte sich Arango in der Weltelite etablieren. So entschied er in verschiedenen Disziplinen mehrfach Läufe des Bahnrad-Weltcups für sich und wurde bis 2016 fünf Mal Panamerikameister. Ebenso errang er Siege bei den Zentralamerika- und Karibikspielen, den Südamerikaspielen sowie den Panamerikaspielen.
2008 und 2012 startete Arango bei Olympischen Spielen. 2008 in Peking belegte der kolumbianische Vierer mit Arango, Castro, Juan Pablo Forero und Jairo Pérez Platz zehn. Vier Jahre später wurde die kolumbianische Mannschaft mit Arango, Ávila, Castro, Kevin Ríos und Roldán Achter, Arango in der Mannschaftsverfolgung bei den Olympischen Spielen in London Zehnter, Arango belegte Rang acht im Omnium. 2011 siegte er im Gran Caracol de Pista, dem damals bedeutendsten internationalen Bahnrennen in Südamerika.

## Erfolge

### Bahn
2009
- Bahnrad-Weltcup in Cali – Mannschaftsverfolgung (mit Arles Castro, Edwin Ávila und Weimar Roldán)

2010
- Weltmeisterschaft – Scratch
- Zentralamerika- und Karibikspielesieger – Einerverfolgung, Mannschaftsverfolgung (mit Edwin Ávila, Arles Castro und Weimar Roldán), Zweier-Mannschaftsfahren (mit Weimar Roldán)
- Panamerikameisterschaft – Einerverfolgung

2011
- Bahnrad-Weltcup in Cali – Omnium, Zweier-Mannschaftsfahren (mit Weimar Roldán)
- Panamerikaspielesieger – Omnium, Mannschaftsverfolgung (mit Edwin Ávila, Arles Castro und Weimar Roldán)
- Panamerikameister – Mannschaftsverfolgung (mit Edwin Ávila, Arles Castro und Weimar Roldán)
- Panamerikameisterschaft – Einerverfolgung

2012
- Bahnrad-Weltcup in London – Omnium
- Bahnrad-Weltcup in Cali – Mannschaftsverfolgung (mit Edwin Ávila, Arles Castro und Weimar Roldán)

2013
- Kolumbianischer Meister – Omnium

2014
- Zentralamerika- und Karibikspielesieger – Einerverfolgung, Mannschaftsverfolgung (mit Weimar Roldán, Jordan Parra und Eduardo Estrada Celis)
- Südamerikaspielesieger – Mannschaftsverfolgung (mit Edwin Ávila, Arles Castro und Weimar Roldán)
- Südamerikaspiele – Omnium

2015
- Panamerikaspielesieger – Mannschaftsverfolgung (mit Fernando Gaviria, Jhonatan Restrepo  un Arles Castro)
- Panamerikameister – Omnium, Mannschaftsverfolgung (mit Arles Castro, Jhonatan Restrepo und Jordan Parra )
- Panamerikameisterschaft – Zweier-Mannschaftsfahren (mit Jhonatan Restrepo)

2016
- Panamerikameister – Punktefahren, Mannschaftsverfolgung (mit Brayan Sánchez, Eduardo Estrada Celis und Wilmar Paredes)

2018
- Südamerikaspielesieger – Omnium, Mannschaftsverfolgung (mit Jordan Parra und Brayan Sánchez)
- Kolumbianischer Meister – Zweier-Mannschaftsfahren (mit Brayan Sánchez), Mannschaftsverfolgung (mit Marvin Angarita, Brayan Sánchez und Carlos Andrés Tobón)
- Zentralamerika- und Karibikspiele – Einerverfolgung, Zweier-Mannschaftsfahren (mit Edwin Ávila)
- Zentralamerika- und Karibikspiele – Mannschaftsverfolgung (mit Edwin Ávila, Marvin Angarita und Carlos Andrés Tobón)
- Panamerikameisterschaft – Mannschaftsverfolgung (mit Marvin Angarita, Carlos Andrés Tobón und Brayan Sánchez)

2019
- Kolumbianischer Meister – Omnium, Zweier-Mannschaftsfahren (mit Weimar Roldán), Mannschaftsverfolgung (mit Marvin Angarita, Brayan Sánchez und Carlos Andrés Tobón)
- Panamerikaspiele – Mannschaftsverfolgung (mit Rubén Murillo, Santiago Ramírez Morales und Kevin Quintero), Mannschaftsverfolgung (mit Bryan Gómez, Brayan Sánchez, Marvin Angarita und Jordan Parra)
- Panamerikaspiele – Zweier-Mannschaftsfahren (mit Brayan Sánchez)
- Panamerikameisterschaft – Mannschaftsverfolgung (mit Brayan Sánchez Vergara, Carlos Andrés Tobón und Wilmar Molina)

2021
- Panamerikameister – Mannschaftsverfolgung (mit Julian Alberto Osorio, Brayan Sánchez und Jordan Parra)
- Panamerikameisterschaft – Omnium, Zweier-Mannschaftsfahren (mit Brayan Sánchez)
- Nations Cup in Cali – Mannschaftsverfolgung (mit Bryan Gómez, Jordan Parra und Juan Pablo Zapata)
- Kolumbianischer Meister – Omnium, Einerverfolgung, Mannschaftsverfolgung (mit Marvin Angarita, Carlos Andrés Tobón und Julian Osorio)

2022
- Juegos Bolivarianos – Omnium, Zweier-Mannschaftsfahren (mit Jordan Parra), Mannschaftsverfolgung (mit Juan Pablo Zapata, Jordan Parra und Julian Osorio)
- Kolumbianischer Meister – Omnium, Zweier-Mannschaftsfahren (mit Brayan Sánchez), Mannschaftsverfolgung (mit Marvin Angarita, Brayan Sánchez und Julian Osorio)
- Panamerikameisterschaft – Zweier-Mannschaftsfahren (mit Jordan Parra), Mannschaftsverfolgung (mit Alex Zapata, Brayan Sánchez und Julian Osorio)

2023
- Panamerikameister – Punktefahren
- Panamerikameisterschaft – Zweier-Mannschaftsfahren (mit Fernando Gaviria), Mannschaftsverfolgung (mit Anderson Arboleda, Fernando Gaviria und Juan Pablo Zapata)
- Kolumbianischer Meister – Einerverfolgung, Zweier-Mannschaftsfahren (mit Weimar Roldán), Mannschaftsverfolgung (mit Weimar Roldán, Anderson Arboleda und Brayan Sánchez)
- Panamerikaspiele – Zweier-Mannschaftsfahren (mit Jordan Parra), Mannschaftsverfolgung (mit Jordan Parra, Brayan Sánchez und Nelson Soto)

2024
- Panamerikameisterschaft – Omnium, Mannschaftsverfolgung (mit Bryan Gómez, Jordan Parra und Brayan Sánchez)
- Panamerikameisterschaft – Zweier-Mannschaftsfahren (mit Jordan Parra)
- Kolumbianischer Meister – Mannschaftsverfolgung (mit Anderson Arboleda, Johan Colón, Weimar Roldán und Bryan Gómez)

2025
- Panamerikameisterschaft – Mannschaftsverfolgung (mit Brayan Sánchez, Nelson Soto, Anderson Arboleda und Jordan Parra)

### Straße
2012
- eine Etappe Vuelta Mexico

2017
- eine Etappe Tour of Ankara